# World Championship of Online Poker 2003

Logo von PokerStars

Die World Championship of Online Poker 2003 war die zweite Austragung der Onlinepoker-Weltmeisterschaft und fand vom 7. bis 18. August 2003 auf der Plattform PokerStars statt.

## Turnierplan
| #  | Beginn        | Buy-in (in $) | Variante                          | Teilnehmer | Sieger       | Herkunft           | Preisgeld (in $) |
| -- | ------------- | ------------- | --------------------------------- | ---------- | ------------ | ------------------ | ---------------- |
| 1  | 7. Aug. 2003  | 0109          | No Limit Texas Hold’em Heads-Up   | 0512       | batoelrob    | Niederlande        | 012.800          |
| 2  | 8. Aug. 2003  | 0109          | Limit Texas Hold’em               | 1301       | C.M. Burns   | Vereinigte Staaten | 032.525          |
| 3  | 9. Aug. 2003  | 0320          | Pot Limit Omaha High Low          | 0368       | lenny        | Vereinigte Staaten | 027.600          |
| 4  | 10. Aug. 2003 | 0320          | No Limit Texas Hold’em            | 1358       | erik123      | Schweden           | 101.850          |
| 5  | 11. Aug. 2003 | 0320          | Seven Card Stud                   | 0285       | naya         | Vereinigte Staaten | 023.512          |
| 6  | 12. Aug. 2003 | 0530          | Pot Limit Texas Hold’em           | 0546       | jr50         | Vereinigte Staaten | 068.250          |
| 7  | 13. Aug. 2003 | 0530          | Omaha High Low                    | 0318       | starkitty    | Vereinigte Staaten | 039.750          |
| 8  | 14. Aug. 2003 | 0530          | Seven Card Stud High/Low          | 0283       | RatPack      | Vereinigte Staaten | 038.912          |
| 9  | 15. Aug. 2003 | 0530          | Pot Limit Omaha                   | 0308       | Big Cy       | Vereinigte Staaten | 038.500          |
| 10 | 16. Aug. 2003 | 0530          | Limit Texas Hold’em               | 0626       | actiondonkey | Vereinigte Staaten | 078.250          |
| 11 | 17. Aug. 2003 | 1050          | No Limit Texas Hold’em Main Event | 0891       | DeOhGee      | Vereinigte Staaten | 222.750          |